# Hermonassa chagyabensis
Hermonassa chagyabensis är en fjärilsart som beskrevs av Chen 1983. Hermonassa chagyabensis ingår i släktet Hermonassa och familjen nattflyn. Inga underarter finns listade i Catalogue of Life.